# Johanna Kristina Lindberg
Johanna Kristina Lindberg, född 1776, död 11 januari 1804, var en svensk skådespelare. Hon var den ledande skådespelerskan på Munkbroteatern i Stockholm under dess sista år (1793-99). 
Johanna Kristina Lindberg debuterade på Munkbroteatern som Virginie i Paul och Virginie under 1794-95 års spelår, och då Eleonora Säfström lämnade teatern 1795 räknades Lindberg som hennes efterträdare och som teaterns Jeune premiere. Hon övertog framgångsrikt Säfströms roller och spelade flera uppmärksammade roller. År 1798 stämde hon sin direktör för att han försökte tvinga henne att spela trots att hon hade vägrat att förnya sitt kontrakt. Hon fick rätt och spelade sedan i Johan Peter Strömbergs och sedan (1802) Johan Peter Lewenhagens trupp innan hon dog i Göteborg 28 år gammal 11 januari 1804.